# Пижанский район
Пижа́нский райо́н — административно-территориальная единица (район) на юго-западе Кировской области России. В рамках организации местного самоуправления в границах района существует муниципальное образование Пижанский муниципальный округ (с 2004 до 2021 гг. — муниципальный район).
Административный центр — посёлок городского типа Пижанка.

## География
Площадь территории — 1160,2 км². По территории района протекает река Пижма, которая является гидрологическим заказником. Памятниками природы являются Лежнинское и Ахмановское озера. Лесные насаждения занимают 94 км² (менее 1 % территории района).

## История
Пижанский район был образован постановлением ВЦИК РСФСР от
10 июня 1929 года. Район образован на базе Пижанской и части Тожсолинской волостей, а в 1931 году значительно укрупнён за счёт присоединения 15 сельсоветов из Кичминского района. Территория района определялась в 1618 км², средний радиус — 27—28 километров. Район был разделён на 27 сельсоветов, население составляли 57 732 человека. С 1934 года район — в составе Кировского края, а с 1936 года — в Кировской области.
14 ноября 1959 года Пижанский район был ликвидирован, его территория вошла в состав Советского района и Яранского районов, 30 декабря 1966 был восстановлен.

## Население
| 1939    | 1970    | 1979    | 1989    | 2002    | 2009    | 2010    | 2011    | 2012    |
| ------- | ------- | ------- | ------- | ------- | ------- | ------- | ------- | ------- |
| 32 933  | ↘17 540 | ↘15 849 | ↘15 326 | ↘13 580 | ↘12 433 | ↘11 242 | ↘11 185 | ↘10 860 |
| 2013    | 2014    | 2015    | 2016    | 2017    | 2018    | 2019    | 2020    | 2021    |
| ↘10 552 | ↘10 338 | ↘10 103 | ↘9935   | ↘9773   | ↘9509   | ↘9213   | ↘8975   | ↘8398   |

### Урбанизация
Городское население (рабочий посёлок Пижанка) составляет 43,27 % от всего населения района (округа).

## Населённые пункты
В Пижанском районе (муниципальном округе) 110 населённых пунктов, в том числе один городской (рабочий посёлок) и 109 сельских населённых пунктов.
| №   | Населённый пункт  | Тип     | Население |
| --- | ----------------- | ------- | --------- |
| 1   | Пижанка           | пгт     | ↗3634     |
| 2   | Алехино           | деревня | 20        |
| 3   | Андреево          | деревня | 43        |
| 4   | Антропово         | деревня | 29        |
| 5   | Артемейка         | деревня | 14        |
| 6   | Ахманово          | деревня | 421       |
| 7   | Бахтенки          | деревня | 11        |
| 8   | Бахтино           | деревня | 12        |
| 9   | Безводное         | деревня | 807       |
| 10  | Большая Пижанка   | деревня | 28        |
| 11  | Большая Шуйма     | деревня | 32        |
| 12  | Большое Безруково | деревня | 224       |
| 13  | Большое Копылово  | деревня | 18        |
| 14  | Большой Ключ      | деревня | 5         |
| 15  | Большой Кулянур   | деревня | 21        |
| 16  | Большой Яснур     | деревня | 107       |
| 17  | Борисенки         | деревня | 22        |
| 18  | Борок             | деревня | 28        |
| 19  | Будилово          | деревня | 20        |
| 20  | Бурдино           | деревня | 30        |
| 21  | Васильево         | деревня | 15        |
| 22  | Верхнее Помасело  | деревня | 13        |
| 23  | Ветлугаи          | деревня | 16        |
| 24  | Водозерье         | деревня | 6         |
| 25  | Воя               | село    | 443       |
| 26  | Второй Ластик     | деревня | 289       |
| 27  | Голубево          | деревня | 0         |
| 28  | Дуброва           | деревня | 0         |
| 29  | Евсиково          | деревня | 6         |
| 30  | Емельяново        | деревня | 5         |
| 31  | Ерши              | деревня | 110       |
| 32  | Железнево         | деревня | 0         |
| 33  | Забурдаи          | деревня | 0         |
| 34  | Иж                | село    | 55        |
| 35  | Кабатчено         | деревня | 7         |
| 36  | Казаково          | село    | 279       |
| 37  | Кашнур            | деревня | 254       |
| 38  | Килеево           | деревня | 0         |
| 39  | Кичмашево         | деревня | 59        |
| 40  | Кишкино           | деревня | 0         |
| 41  | Коровино          | деревня | 0         |
| 42  | Косарята          | деревня | 0         |
| 43  | Кутузы            | деревня | 24        |
| 44  | Ларичи            | деревня | 53        |
| 45  | Лежнята           | деревня | 5         |
| 46  | Лом-Комары        | деревня | 67        |
| 47  | Лукино            | деревня | 111       |
| 48  | Люметьево         | деревня | 0         |
| 49  | Малахово          | деревня | 8         |
| 50  | Малая Пижанка     | деревня | 0         |
| 51  | Малый Кулянур     | деревня | 0         |
| 52  | Малый Чектакнур   | деревня | 3         |
| 53  | Малый Яснур       | деревня | 0         |
| 54  | Мари-Ошаево       | деревня | 313       |
| 55  | Медведево         | деревня | 0         |
| 56  | Медведица         | деревня | 0         |
| 57  | Мельниково        | деревня | 53        |
| 58  | Меркуши           | деревня | 2         |
| 59  | Мохово            | деревня | 3         |
| 60  | Мурытка           | деревня | 1         |
| 61  | Мыс               | деревня | 19        |
| 62  | Нагорная          | деревня | 4         |
| 63  | Нижняя            | деревня | 99        |
| 64  | Нижняя Коковка    | деревня | 0         |
| 65  | Новый Починок     | деревня | 16        |
| 66  | Новый Починок     | деревня | 27        |
| 67  | Обухово           | село    | 484       |
| 68  | Озеро             | деревня | 3         |
| 69  | Павлово           | деревня | 731       |
| 70  | Пайгишево         | деревня | 220       |
| 71  | Парфенки          | деревня | 6         |
| 72  | Пекшиково         | деревня | 27        |
| 73  | Первый Ластик     | деревня | 97        |
| 74  | Пижанцы           | деревня | 16        |
| 75  | Питибаево         | деревня | 2         |
| 76  | Пичанур           | деревня | 30        |
| 77  | Подгорная         | деревня | 16        |
| 78  | Подчасовня        | деревня | 17        |
| 79  | Полянск           | деревня | 3         |
| 80  | Попеново          | деревня | 4         |
| 81  | Русская Шуйма     | деревня | 180       |
| 82  | Семеево           | деревня | 63        |
| 83  | Сидоркино         | деревня | 4         |
| 84  | Соломино          | село    | 110       |
| 85  | Солоял            | деревня | 15        |
| 86  | Сотниково         | деревня | 92        |
| 87  | Сретенское        | село    | 150       |
| 88  | Тараканово        | деревня | 42        |
| 89  | Телицино          | деревня | 0         |
| 90  | Тимкино           | деревня | 30        |
| 91  | Третий Ластик     | деревня | 79        |
| 92  | Тумша             | деревня | 153       |
| 93  | Турусиново        | деревня | 109       |
| 94  | Урбеж             | деревня | 15        |
| 95  | Чекмари           | деревня | 109       |
| 96  | Чернеево          | деревня | 8         |
| 97  | Чертенки          | деревня | 4         |
| 98  | Чесноки           | деревня | 0         |
| 99  | Чикляново         | деревня | 2         |
| 100 | Чирки             | деревня | 9         |
| 101 | Чуманеево         | деревня | 6         |
| 102 | Чурино            | деревня | 6         |
| 103 | Шарыгино          | деревня | 65        |
| 104 | Шеболово          | деревня | 40        |
| 105 | Шигичата          | деревня | 4         |
| 106 | Шубино            | деревня | 0         |
| 107 | Щеглята           | деревня | 123       |
| 108 | Щеглята           | деревня | 17        |
| 109 | Юльял             | деревня | 2         |
| 110 | Ятманово          | деревня | 17        |

## Муниципальное устройство
В рамках организации местного самоуправления в границах района функционирует Пижанский муниципальный округ (с 2004 до 2021 года — муниципальный район).
В конце 2004 года в образованном муниципальном районе были созданы 9 муниципальных образований, в том числе 1 городское и 8 сельских поселений (в границах сельских округов).
Законом Кировской области от 30 апреля 2009 года был упразднён ряд сельских поселений: Мари-Ошаевское сельское поселение (включено в Пижанское городское поселение); Ластинское сельское поселение (включено в Ахмановское); Казаковское сельское поселение (включено в Войское).
С 2009 до конца 2020 года муниципальный район включал 6 муниципальных образований, в том числе 1 городское и 5 сельских поселений:
| № | Муниципальное образование        | Административный центр | Количество населённых пунктов | Население (чел.) |
| - | -------------------------------- | ---------------------- | ----------------------------- | ---------------- |
| 1 | Пижанское городское поселение    | пгт Пижанка            | 22                            | ↘4383            |
| 2 | Ахмановское сельское поселение   | деревня Ахманово       | 20                            | ↘676             |
| 3 | Безводнинское сельское поселение | деревня Безводное      | 23                            | ↘1222            |
| 4 | Войское сельское поселение       | село Воя               | 21                            | ↘724             |
| 5 | Ижевское сельское поселение      | деревня Павлово        | 16                            | ↘926             |
| 6 | Обуховское сельское поселение    | село Обухово           | 8                             | ↘467             |

К январю 2021 года муниципальный район и все входившие в его состав городское и сельские поселения были упразднены и объединены в муниципальный округ. В административном районе упразднены сельские округа (в границах которых и существовали сельские поселения).

## Председатели райисполкома
С 1929 по 1991 годы в Пижанском райисполкоме председательствовали:
| Ф. И. О.                                    | Время замещения должности   |
| ------------------------------------------- | --------------------------- |
| Гвоздев Лука Семенович                      | июль 1929 — октябрь 1930    |
| Мальцев Сергей Иванович — партийный деятель | октябрь 1930 — март 1932    |
| Репин Алексей Харлампович (Харлампиевич)    | март — июль 1932            |
| Шишов Петр Федотович                        | июль 1932 — декабрь 1936    |
| Солдатов Иван Степанович                    | май 1937 — январь 1939      |
| Шушканов Василий Федорович                  | февраль 1939 — ноябрь 1941  |
| Большаков Алексей Владимирович              | ноябрь 1941 — март 1945     |
| Батухтин Михаил Георгиевич                  | март — август 1945          |
| Большаков Алексей Владимирович              | август 1945 — февраль 1953  |
| Смирнов Алексей Иванович                    | февраль 1953 — ноябрь 1955  |
| Овчинников Александр Алексеевич             | ноябрь 1955 — октябрь 1958  |
| Шарин Григорий Павлович                     | октябрь 1958 — ноябрь 1959  |
| Юрьев Финоген Иванович                      | июль1967 — июль 1973        |
| Старченко Авенир Дмитриевич                 | июль 1973 — август 1979     |
| Смышляев Николай Петрович                   | август 1979 — январь 1987   |
| Мотовилов Леонид Николаевич                 | февраль 1987 — октябрь 1990 |
| Рычков Геннадий Михайлович                  | октябрь 1990 — декабрь 1991 |

## Транспорт
Район пересекает автомобильная дорога Киров — Советск — Пижанка — Яранск. Также есть дороги Пижанка — Павлово, Пижанка — Мари-Ошаево — Ахманово — Воя — Пайгишево — Казаково (асфальт) — Урбёж (грунтовая).

## Культура
Археологические памятники района:
- Большеяснурская стоянка (II тысячелетие до н. э.),
- курган Большой Яснур (IX−XIV вв.),
- Моховское поселение (IV−III тысячелетие до н.э),
- Обуховская стоянка (VII−III тысячелетие до н. э.),
- Ижевское городище (VIII−III тысячелетие до н. э.).

## Достопримечательности
Исторические памятники района:
- Сретенская церковь,
- Войская (Николаевская церковь),
- Ижевская (Спасская церковь),
- церковно-приходская школа в с. Иже.